# Битпазар (Солун)
Битпазарът (на гръцки: Μπιτ Παζάρ) са комплекс исторически постройки в град Солун, Гърция.

## Местоположение
Сградата е разположена между улиците „Тосицас“, „Елевтериос Венизелос“ и „Олимпос“.

## История
Районът на пазар изгаля напълно в големия пожар от 1917 година. Сградите на битпазара заемат почти цялата ОТ91 на пожарната зона, в която са съсредоточени антикварни магазини. Изграден е от Строителната асоциация на бежанците търговци, създадена през 1928 година. Проектирането е възложено на Димитриос Филизис и Максимилиан Рубенс и в 1930 година приземната част на пазара е завършена. Пазарът преживява бум през 2000-те, с десетки таверни, таверни и барове. В 2016 година пазарът е обявен за защитен паметник. По-късно пазарът отново упада и някои от магазините са празни.

## Архитектура
Състои се от партерни сгради с таванско помещение (магазин и жилищен етаж), с особености на междувоенната архитектура, които продължават в непрекъснат фронт от външната и вътрешната страна на площада. Характерно е разделянето на голям брой отделни магазини с ограничена площ. Шест покрити аркади (3 от „Тосицас“, 2 от „Олимпос“ и 1 , една от „Венизелос“) водят от трите периметърни улици навътре в сградата до вътрешен площад, където пазарът продължава на открито. Главният портик на улица „Тосицас“ е по-изтъкнат. Пазарът се откроява със своите размери, оформление и местоположение и е сравним по размер с най-големите пазари в Солун: Стоа „Модиано“ и Стоа „Саул“.